# Vino caliente

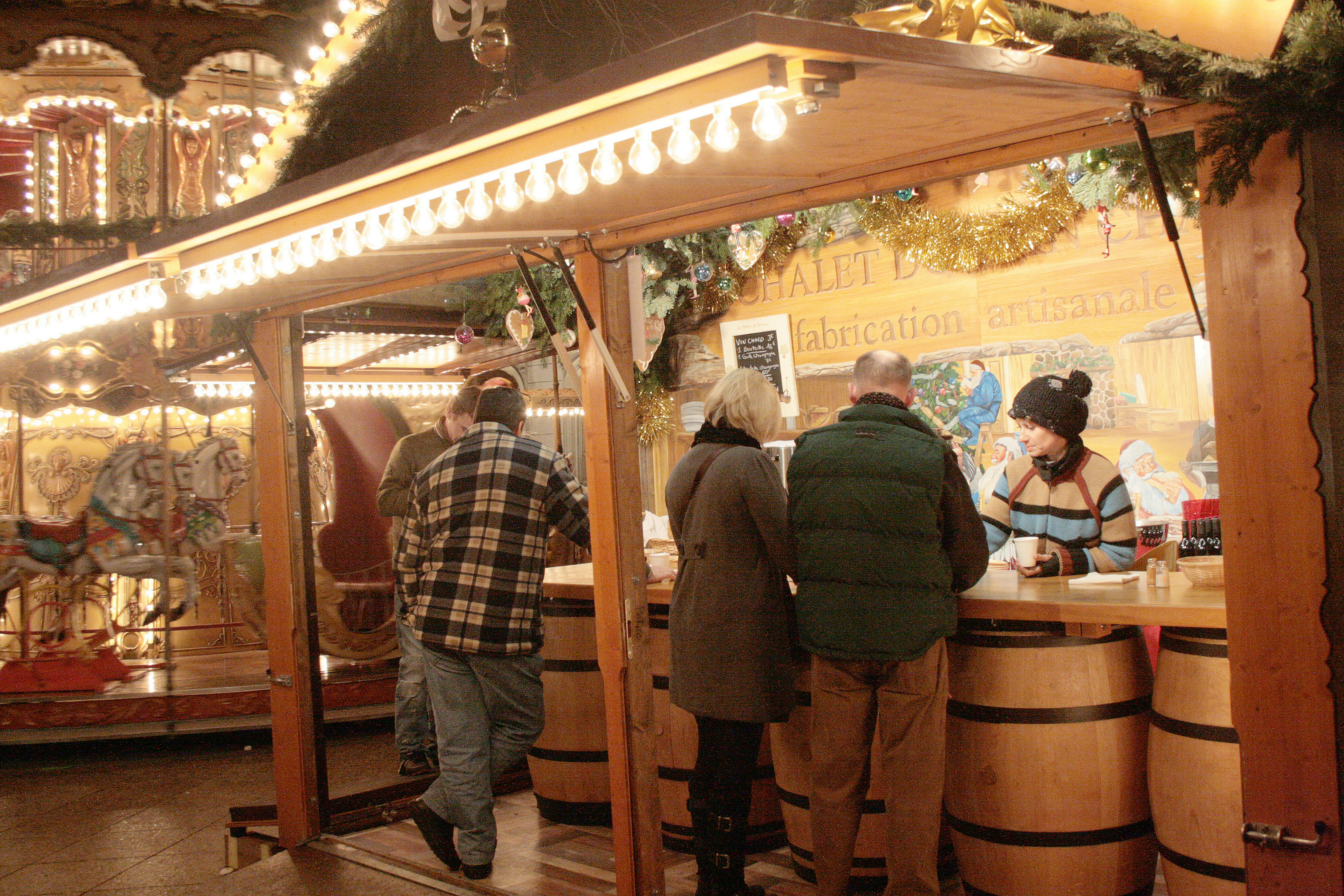
Puesto de vin chaud en un mercado navideño en Aviñón, Francia

El vino caliente o vino especiado es una preparación alcohólica que se compone principalmente de vino, azúcar, naranja y especias. Tiene su origen en Europa, donde tradicionalmente se toma durante el Adviento cristiano, correspondiente con los fríos meses de noviembre y diciembre. Se tiene constancia de recetas de vino caliente ya desde la Antigua Roma, donde se denominaba conditum. Generalmente se usa vino tinto, y se recomienda que sea un vino ligero (7-9°), semiseco e intenso, evitando los vinos envejecidos en barrica. También existen recetas tradicionales a base de vino blanco seco.
Al ser típico de la gastronomía navideña de este continente, se puede encontrar en muchos mercados navideños, en las reuniones familiares o en las fiestas de fin de año. En el sur de Chile existe el vino navegado, que en esencia es la misma receta. Sin embargo, allí se toma durante el invierno austral (entre junio y septiembre), por lo que no se asocia con la Navidad.

## Terminología
Esta preparación recibe varios nombres según el idioma: 
- Quentão, en portugués
- Vi calent, en catalán
- Vin brulé, en italiano
- Vin cau, en aranés
- Vinu calentáu, en asturleonés
- Vin chaud, en francés
- Vinho quente, en portugués
- Vino cao o vin cao, en aragonés[8][9]
- Vin fiert, en rumano
- Forralt bor, en húngaro
- Gløgg, en noruego y danés
- Glögg, en sueco
- Glögi en finés
- Glühwein, en alemán
  - También Heisswein, Warmwein, Warmer Wii o Weinwarm en alemán suizo[10]
- Grzane wino, en polaco
- Gwin brwd, en galés
- Mulled wine, en inglés
- Svařené víno, en checo
- Varené víno, en eslovaco
- Глинтвейн (glintveyn) en ruso

## Historia

### Antigua Roma
Fue en la Antigua Roma durante el siglo II d. C. cuando se comenzó a calentar y condimentar el vino, bebida que se denominó conditum («condimentado») o piperatum («pimentado»), ya que se le agregaba principalmente pimienta y miel. A medida que conquistaron nuevas tierras hacia el norte, las legiones romanas exportaron consigo el gusto por el vino. Las fronteras aproximadas del Imperio Romano en su máxima extensión fueron los ríos Rin y Danubio en la Europa continental, y la hasta la frontera escocesa en Britania; en todas estas áreas los romanos exportarían la viticultura.
En la receta del gastrónomo romano Marco Gavio Apicio llamada conditum paradoxum, la más destacada pero no la única, se endulza el vino con miel y se agregan pimienta, mástique, hojas de laurel malabar, azafrán y dátiles. Finalmente se cuela en carbón mineral para aumentar su vida útil. Esta receta se encuentra en el primer tomo de su De re coquinaria.

### Edad Media
Durante la Edad Media, fue popular el hipocrás bebida preparada que consistía en calentar el vino, endulzarlo con miel y condimentarlo con diferentes especias (nuez moscada, canela, clavo, jengibre, pimienta...). 
En el siglo XIII, un vino especiado denominado pimen o piment fue citado por Chrétien de Troyes. Se pueden encontrar recetas de piment y claret en la obra Régiment de sanitat per al rei d'Aragó (1308) de Arnau de Vilanova. La mayoría de escritos proceden de la Corona de Aragón u occitanos. Fue a partir de 1390 que se comenzó a llamar a esta bebida ipocras o ypocras debido a la creencia que fue Hipócrates su creador.
El libro de cocina The Forme of Cury, escrito alrededor del 1390 en inglés medieval y publicado en Reino Unido, incluye una receta de vino caliente (Ypocras) que se preparaba triturando canela, jengibre, galangal, clavo, pimienta larga, nuez moscada, mejorana, cardamomo y amomo (denominada en el libro spykenard de Spayn «nardo de España»).

### Renacimiento
A Suecia llega la tradición del vino caliente de la mano del monarca Gustavo I (1496-1560), gran amante de esta preparación con vino del Rin, azúcar, miel y especias (canela, jengibre, cardamomo y clavo de olor). A partir del 1600, esta bebida aristocrática se hizo popular y tomó el nombre de glogg (de glödga, «calentar», «calentar con especias»), término que se extendió a otras lenguas nórdicas. El rey Adolfo Federico de Suecia intentó en vano detener su consumo, y en 1766, permitió que cada casa produjera su propio alcohol.

### Edad Contemporánea

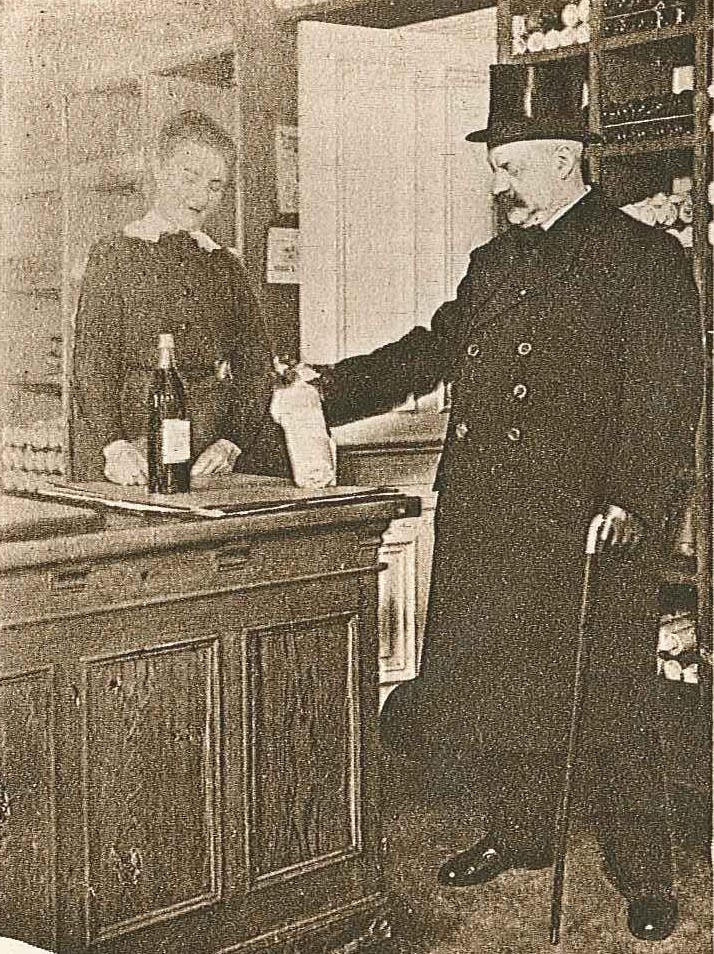
Emil Norlander comprando vino caliente (glögg), Navidad de 1916

A partir de los años 1890, la tradición del vino caliente se asoció al período navideño. Cada comerciante de vinos ofrecía su propia versión de vino caliente, que vendía en botellas con etiquetas atractivas y acordes con la época del año.

## Variantes regionales

### Alemania
En Alemania y otros países de influencia germánica como Austria, Suiza, Luxemburgo o Liechtenstein, el vino caliente se conoce como como glühwein y tiene una tradición muy arraigada, siendo la bebida icónica del invierno alemán. Se puede encontrar fácilmente en mercados navideños (Weihnachtsmärkte) de todo el país, así como en reuniones familiares, estaciones de esquí, refugios de alta montaña o eventos al aire libre. Contiene vino tinto, canela, clavo, anís estrellado, vainilla, ralladura de cítricos (naranja o limón), azúcar o miel y opcionalmente un chorrito de licor, como ron o Amaretto, para intensificar el sabor.
En la región vinícola del Rin (Estado de Renania-Palatinado), es tradicional hacer vino caliente con vinos locales como el Riesling. En algunas regiones alemanas, el vino caliente se aromatiza con frutos del bosque; por ejemplo en Colonia a menudo se prepara con cerezas o arándanos. En Hesse, cuya capital es Fráncfort, además del glühwein es igualmente tradicional una variante con sidra de manzana (Apfelwein). En zonas del sur como Baviera, se puede encontrar el feuerzangenbowle, una variante del glühwein en la que se prende fuego a un terrón de azúcar empapado en ron.

### Escandinavia
El Glögg (en sueco; en danés y noruego: gløgg, en finlandés y en estonio: glögi) es un tipo de glühwein escandinavo hecho a partir de vino tinto, korn o vodka especiado con canela, cardamomo, jengibre y clavo de olor y una de las bebidas más populares de Escandinavia. Se sirve con almendras peladas y pasas.
La tradición es tomarlo durante el Adviento, y especialmente en la fiesta de Santa Lucía, cuando se toma con lussekatts y pan de jengibre (en noruego: pepperkake). En los establecimientos de venta de alimentos y bebidas alcohólicas (Systembolaget) se ofrecen mezclas especiadas con diferentes alcoholes.

### Italia
En Italia, el vino caliente es una bebida tradicionalmente asociada con las regiones del norte, especialmente en los Alpes italianos. Se puede encontrar en los mercatini di Natale que se celebran en muchas ciudades y pueblos italianos. Se utilizan vinos tintos como Barbera, Dolcetto o Merlot, azúcar, canela, clavo, anís estrellado o nuez moscada, cáscara de limón o naranja y a veces grappa u otro licor. Se suele acompañar con pan di zenzero (jengibre) o biscotti, queso o strudel. Es conocido como vin brulé (en el Valle de Aosta, Lombardía, Piamonte y el Trentino), vin caldo (Véneto y Emilia-Romaña), vin speziato (Toscana y Umbría) o glühwein (zonas germanófonas del Alto Adigio).
Una variante menos conocida es el vin cotto, que es un vino reducido con azúcar o mosto típico de Apulia, Basilicata y otras zonas del sur de Italia.

### Polonia

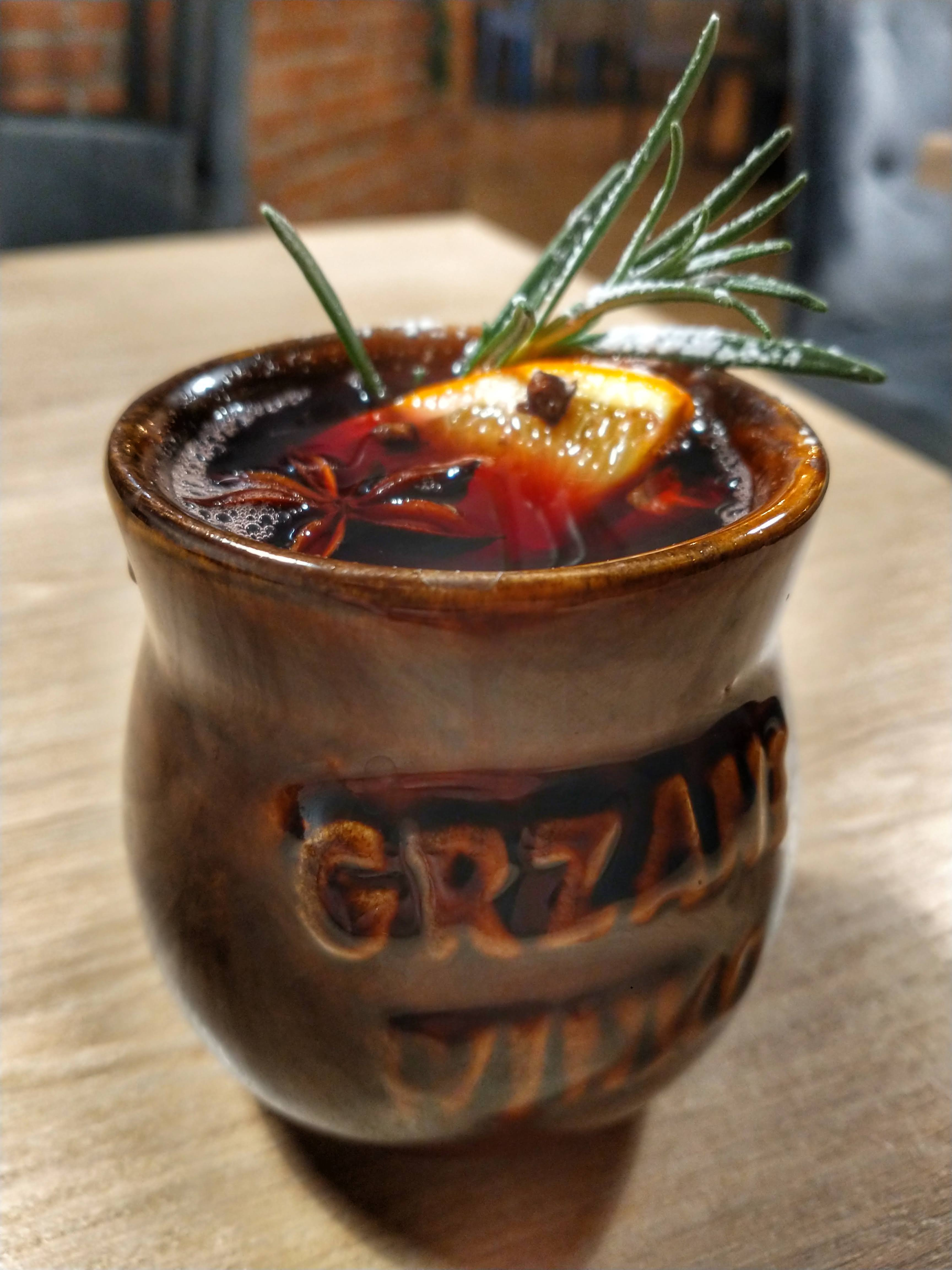
Grzaniec (vino caliente polaco) en Radom, Polonia

El grzaniec es la versión polaca del vino caliente, que cuenta con una tradición similar a otros países como Alemania o República Checa. Tiene fama el vino caliente de Galitzia (grzaniec galicyjski), una región al sur de Polonia donde esta bebida está muy arraigada. Habitualmente la receta polaca incluye vino tinto, canela, clavo, anís estrellado, pimienta negra, cáscara de naranja o limón y miel o azúcar para endulzar. La receta básica se denomina Grzaniec klasyczny. Si incluye fruta fresca, como rodajas de manzana, o secas (como pasas o ciruelas pasas) es llamada grzaniec z dodatkiem owoców. A veces se le añade un toque de vodka, aguardiente o licor de frutas (como arándano o cereza), considerada una variante montañesa llamada grzaniec góralski. Este grzaniec es típico de los Montes Tatras, al sur del país.

## Composición
Para la elaboración del vino caliente se emplea tanto vino tinto (más típico en Alemania) como vino blanco (Italia y Austria) y los ingredientes añadidos suelen ser generalmente canela, clavo de olor, cáscaras de limón y anís estrellado. Para su elaboración, se calienta todo ello sin dejarlo hervir y se le añade azúcar al gusto.